# You Want It You Got It
You Want It You Got It — це другий студійний альбом канадського співака Брайана Адамса, випущений 21 липня 1981 року компанією A&M Records. Він був записаний у студії Le Studio в Morin Heights (Квебек) протягом двох тижнів навесні 1981 року і був зміксований в Нью-Йорку. Через байдужість критиків до першого альбому та синглів, другий альбом спочатку мав назву «Брайан Адамс не почув вас» (англ. "Bryan Adams Hasn't Heard Of You Either"), але почуття гумору Адамса не пройшло у звукозаписній компанії, яка вибрала більш безпечну назву.

## Список композицій
Автор музики і слів Браян Адамс і Джим Велланс, окрім зазначених інакше. 
| #   | Назва                               | Тривалість |
| --- | ----------------------------------- | ---------- |
| 1.  | «Lonely Nights»                     | 3:46       |
| 2.  | «One Good Reason»                   | 4:22       |
| 3.  | «Don't Look Now»                    | 3:06       |
| 4.  | «Coming Home»                       | 3:34       |
| 5.  | «Fits Ya Good»                      | 4:35       |
| 6.  | «Jealousy» (Адамс, Ліндсей Мітчелл) | 3:49       |
| 7.  | «Tonight»                           | 4:58       |
| 8.  | «You Want It, You Got It» (Адамс)   | 3:49       |
| 9.  | «Last Chance» (Адамс)               | 3:17       |
| 10. | «No One Makes It Right» (Адамс)     | 3:17       |